# 南油集團
深圳市南油 (集团) 有限公司是中華人民共和國廣東省深圳市前海蛇口自贸区一家土地開發公司，由招商局集团有限公司与深圳市投资控股有限公司合资創辦。公司成立於1984年8月8日（一說成立於1983年12月7日），最初公司名為南海石油深圳開發服務總公司。當時公司負責對深圳的南头半岛23平方公里土地（南油開發區）進行開發。1994年5月23日，公司更名為深圳南油 (集团) 有限公司。2001年6月，南油集團成為深圳市投资管理公司的独资企业。2002年3月29日，深圳南油 (集团) 有限公司更名為深圳市南油 (集团) 有限公司。2004年12月17日，招商局集团有限公司開始投資南油集團。任正非在创办华为前曾在南油工作。

## 外部連結
- 官方网站